# Wortenia Senki
Wortenia Senki (ウォルテニア戦記?), también conocida como Record of Wortenia War en inglés, es una serie de novelas ligeras japonesas escritas por Ryota Hori e ilustradas por bob. Comenzó a serializarse en línea en 2009 en el sitio web de publicación de novelas generado por usuarios Shōsetsuka ni Narō. Fue adquirida por Hobby Japan, que publicó el primer volumen  en octubre de 2015 bajo su sello HJ Novels.
Una adaptación a manga con arte de Yukari Yagi ha sido serializada en línea a través del sitio web Comic Fire de Hobby Japan desde el 2016.

## Sipnosis
Ryoma Mikoshiba es un estudiante de secundaria común y corriente del Japón moderno, experto en artes marciales que había sido entrenado por su propio abuelo. Un día, se ve convocado a otro mundo y quienes lo convocaron, el Imperio O'ltormea, citan como razón el hecho de que "cuando los convocados matan a otro ser vivo, pueden absorber una fracción de su fuerza y hacerla suya". Para Ryoma, al enterarse de que el Imperio utiliza a aquellos a los que convoca para fortalecerse por medios asquerosos, se deja consumir por el odio y mata a todos los guardias y a un miembro importante de la corte de O'ltormea. Al intentar escapar de las fronteras del Imperio manteniendo su identidad en secreto, es abordado por dos hermanas gemelas, una de cabello dorado y la otra de cabello plateado, en un encuentro que pone los engranajes del destino en movimiento.

## Contenido de la obra

### Novelas ligeras
Hobby Japan publicó el primer volumen impreso de la novela ligera con ilustraciones de bob en septiembre de 2015. Se han publicado veintinueve volúmenes hasta la fecha. La novela ligera está licenciada en Norteamérica por J-Novel Club.

#### Lista de volúmenes
| Volúmenes de novelas ligeras publicadas | Volúmenes de novelas ligeras publicadas | Volúmenes de novelas ligeras publicadas |
| Número                                  | Fecha de lanzamiento                    | ISBN                                    |
| --------------------------------------- | --------------------------------------- | --------------------------------------- |
| 1                                       | 19 de septiembre de 2015                | ISBN 978-4-79861-076-4                  |
| 2                                       | 22 de diciembre de 2015                 | ISBN 978-4-79861-148-8                  |
| 3                                       | 24 de marzo de 2016                     | ISBN 978-4-79861-199-0                  |
| 4                                       | 22 de julio de 2016                     | ISBN 978-4-79861-245-4                  |
| 5                                       | 24 de noviembre de 2016                 | ISBN 978-4-79861-330-7                  |
| 6                                       | 23 de marzo de 2017                     | ISBN 978-4-79861-414-4                  |
| 7                                       | 22 de julio de 2017                     | ISBN 978-4-79861-490-8                  |
| 8                                       | 22 de noviembre de 2017                 | ISBN 978-4-79861-568-4                  |
| 9                                       | 22 de marzo de 2018                     | ISBN 978-4-79861-654-4                  |
| 10                                      | 21 de julio de 2018                     | ISBN 978-4-79861-729-9                  |
| 11                                      | 22 de noviembre de 2018                 | ISBN 978-4-79861-806-7                  |
| 12                                      | 22 de marzo de 2019                     | ISBN 978-4-79861-886-9                  |
| 13                                      | 23 de julio de 2019                     | ISBN 978-4-79861-964-4                  |
| 14                                      | 22 de noviembre de 2019                 | ISBN 978-4-79862-050-3                  |
| 15                                      | 21 de marzo de 2020                     | ISBN 978-4-79862-151-7                  |
| 16                                      | 22 de julio de 2020                     | ISBN 978-4-79862-249-1                  |
| 17                                      | 21 de noviembre de 2020                 | ISBN 978-4-79862-350-4                  |
| 18                                      | 19 de marzo de 2021                     | ISBN 978-4-79862-441-9                  |
| 19                                      | 19 de julio de 2021                     | ISBN 978-4-79862-551-5                  |
| 20                                      | 19 de noviembre de 2021                 | ISBN 978-4-79862-671-0                  |
| 21                                      | 19 de marzo de 2022                     | ISBN 978-4-79862-764-9                  |
| 22                                      | 19 de julio de 2022                     | ISBN 978-4-79862-872-1                  |
| 23                                      | 23 de noviembre de 2022                 | ISBN 978-4-79862-998-8                  |
| 24                                      | 20 de marzo de 2023                     | ISBN 978-4-79863-140-0                  |
| 25                                      | 19 de julio de 2023                     | ISBN 978-4-79863-234-6                  |
| 26                                      | 19 de diciembre de 2023                 | ISBN 978-4-79863-347-3                  |
| 27                                      | 19 de junio de 2024                     | ISBN 978-4-79863-507-1                  |
| 28                                      | 20 de agosto de 2024                    | ISBN 978-4-79863-601-6                  |
| 29                                      | 19 de diciembre de 2024                 | ISBN 978-4-79863-703-7                  |

### Manga
La serie de novelas ligeras fue adaptada a una serie de manga por Yukari Yagi y publicada por Hobby Japan. Hasta la fecha sus capítulos individuales se han recopilado en once volúmenes tankōbon. El manga también está licenciado en Norteamérica por J-Novel Club.

#### Lista de volúmenes
| Volúmenes de manga publicados | Volúmenes de manga publicados | Volúmenes de manga publicados |
| Número                        | Fecha de lanzamiento          | ISBN                          |
| ----------------------------- | ----------------------------- | ----------------------------- |
| 1                             | 27 de abril de 2017           | ISBN 978-4-79861-442-7        |
| 2                             | 27 de noviembre de 2017       | ISBN 978-4-79861-572-1        |
| 3                             | 27 de abril de 2018           | ISBN 978-4-79861-687-2        |
| 4                             | 27 de diciembre de 2018       | ISBN 978-4-79861-810-4        |
| 5                             | 27 de septiembre de 2019      | ISBN 978-4-79862-006-0        |
| 6                             | 27 de junio de 2020           | ISBN 978-4-79862-239-2        |
| 7                             | 1 de marzo de 2021            | ISBN 978-4-79862-428-0        |
| 8                             | 28 de diciembre de 2021       | ISBN 978-4-79862-654-3        |
| 9                             | 29 de septiembre de 2022      | ISBN 978-4-79862-961-2        |
| 10                            | 1 de noviembre de 2023        | ISBN 978-4-79863-155-4        |
| 11                            | 2 de diciembre de 2024        | ISBN 978-4-79863-520-0        |